# Neodactria
Neodactria is een geslacht van vlinders van de familie grasmotten (Crambidae).

## Soorten
- N. caliginosellus Clemens, 1860
- N. luteolellus Clemens, 1860
- N. modestellus Barnes & McDunnough, 1918
- N. murellus Dyar, 1904
- N. zeellus Fernald, 1885